# Enchenopa beebei
Enchenopa beebei är en insektsart som beskrevs av George Darby Haviland. Enchenopa beebei ingår i släktet Enchenopa och familjen hornstritar. Inga underarter finns listade i Catalogue of Life.